# Pioche (Nevada)
Pour les articles homonymes, voir Pioche (homonymie).
Pioche est une ville non incorporée et une census-designated place, siège de comté de Lincoln, dans l’État du Nevada, aux États-Unis. Lors du recensement de 2010, sa population s’élevait à 1 002 habitants. Elle est ainsi nommée en l'honneur de François Louis Alfred Pioche (1817-1872), un financier français, originaire de Saint-Dizier, établi à San Francisco depuis 1849, qui fonda la ville en 1869,.

## Démographie
| Groupe            | Pioche | Nevada | États-Unis |
| ----------------- | ------ | ------ | ---------- |
| Blancs            | 86,9   | 66,2   | 72,4       |
| Afro-Américains   | 7,4    | 8,1    | 12,6       |
| Autres            | 1,9    | 12,0   | 6,2        |
| Amérindiens       | 1,3    | 1,2    | 0,9        |
| Métis             | 1,2    | 4,7    | 2,9        |
| Asiatiques        | 1,1    | 7,2    | 4,8        |
| Océaniens         | 0,2    | 0,6    | 0,2        |
| Total             | 100    | 100    | 100        |
| Latino-Américains | 7,7    | 26,5   | 16,7       |

Selon l'American Community Survey, pour la période 2011-2015, 94,95 % de la population âgée de plus de 5 ans déclare parler l'anglais à la maison, 4,61 % l'espagnol et 0,44 % le tagalog.